# Juan Manuel Correa
Juan Manuel Correa Borja (Quito, 9 de agosto de 1999) é um automobilista dos Estados Unidos, nascido no Equador que compete sob licença estadunidense que atualmente compete na pela equipe HMD Motorsports. Ele disputou a Fórmula 2 em 2019, e entre 2022 e 2024. Sua estreia foi pela equipe Sauber Junior Team by Charouz, mas não terminou a temporada por ter se envolvido numa colisão com o piloto francês Anthoine Hubert, que faleceu.
Depois de um ano se recuperando, Correa retornou ao automobilismo em 2021, disputando o Campeonato de Fórmula 3 da FIA pela equipe ART Grand Prix por duas temporadas. Em 2022, o piloto retornou para a Fórmula 2 pela equipe Van Amersfoort Racing, passando para a DAMS em 2024. Correa também atuou como piloto de desenvolvimento da Alfa Romeo Racing na Fórmula 1.

## Biografia
Juan Manuel Correa é filho dos empresários María e Juan Carlos Correa. Seu pai também foi automobilista, e seu avô é o ex-presidente do Equador Rodrigo Borja Cevallos, o que também o torna descendente da Casa dos Bórgia. Juan Manuel viveu em Quito até os dez anos, quando se mudou para Miami, onde vive até hoje. Nas horas vagas, pratica boxe, MMA, tênis, futebol e golfe.

## Carreira
Fez sua estreia no automobilismo em 2008, disputando competições de kart no Equador e também nos Estados Unidos. Correa foi campeão da Rotax Max Challenge na categoria Junior em 2013.
Em 2016, disputou as Fórmulas 4 ADAC e Italiana pela equipe Prema Powerteam, tendo participado em 42 Grandes Prêmios e vencido três até 2017.

### GP3 Series
Em 2017, competiu em sete etapas da GP3 Series, representando a Jenzer Motorsport e usando licença da Itália, mas não pontuou em nenhuma prova. Continuou na Jenzer para a temporada 2018, disputando 18 etapas e obtendo 42 pontos (teve dois quintos lugares como resultado mais expressivo) no campeonato que foi vencido por Anthoine Hubert.

### Toyota Racing Series
Em paralelo à GP3, Correa esteve presente em 15 provas da Toyota Racing Series em 2018, vencendo duas corridas e conquistando uma pole-position.

### Fórmula 2

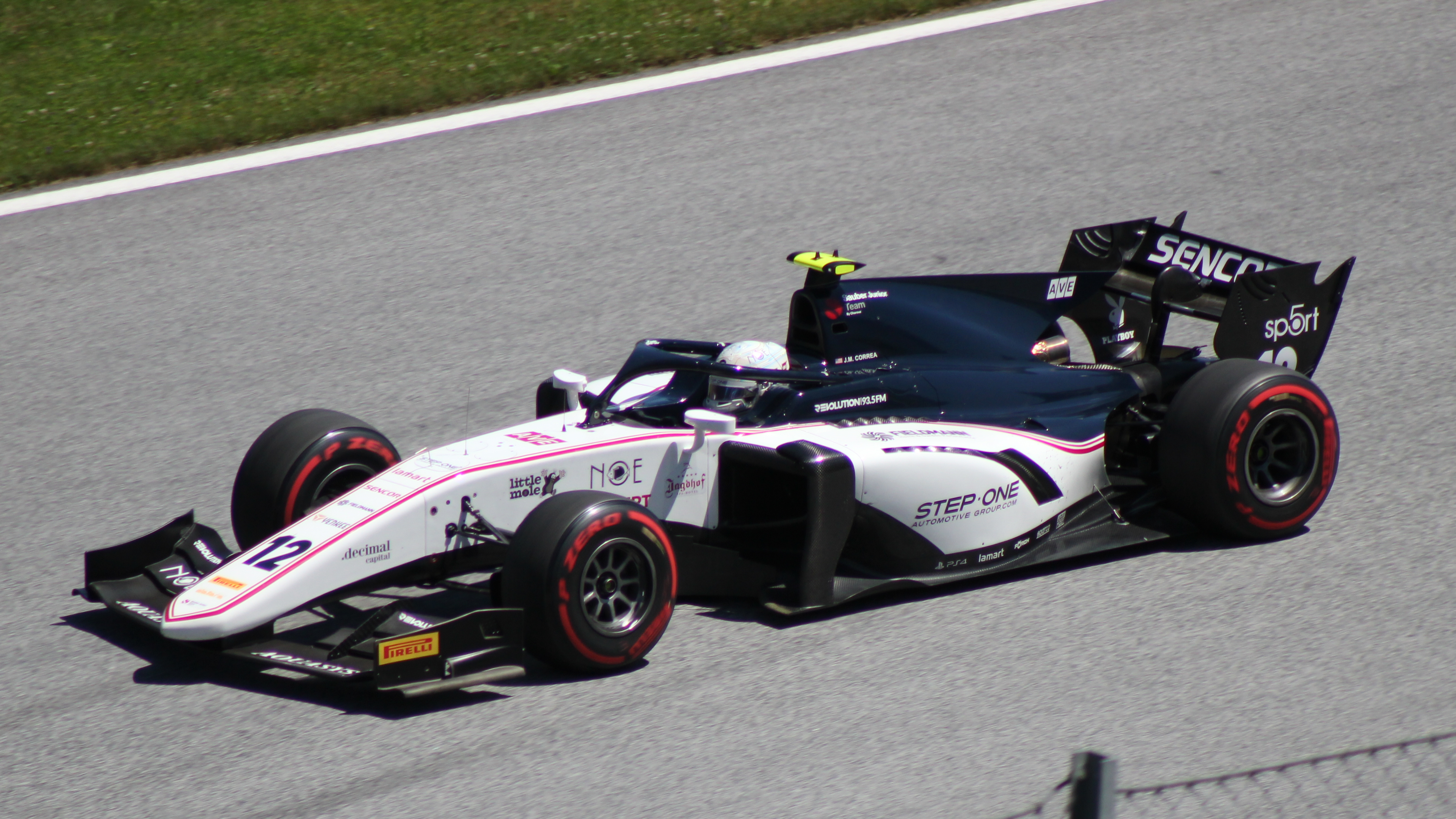
Correa no Red Bull Ring em 2019

Para 2019, Correa fez sua estreia no Campeonato de Fórmula 2 da FIA, assinando com a equipe Sauber Junior Team by Charouz juntamente com o britânico Callum Ilott. Ele também assinou com a Alfa Romeo Racing para ser o piloto de desenvolvimento da escuderia ítalo-suíça, tornando-se o segundo equatoriano a pilotar um carro de Fórmula 1 na história — antes dele, Elton Julian (que também correu pelos Estados Unidos e ainda chegou a competir pela Espanha) fora piloto de testes da Larrousse em 1994.
Correa conquistou dois segundos lugares nas corridas sprint do Azerbaijão e da França, e acumulou 31 pontos até a rodada na Bélgica.

#### Acidente em Spa-Francorchamps
Em 31 de agosto de 2019, Correa se envolveu em sério acidente com o francês da BWT Arden Anthoine Hubert na segunda volta da corrida da Fórmula 2 em Spa-Francorchamps, na Bélgica. Hubert não resistiu aos ferimentos e veio a falecer. A assessoria de imprensa de Correa soltou uma nota, horas depois, confirmando que o piloto sofreu fraturas nas duas pernas, além de ferimentos leves na coluna. Informaram também que ele foi levado de helicóptero para um hospital, sendo submetido à cirurgia e estava em terapia intensiva. Sua condição foi descrita como estável. Foi dito que ele permaneceu consciente durante e após a batida.
Em 7 de setembro de 2019, em uma declaração dada por sua família, foi confirmado que Correa foi diagnosticado com insuficiência respiratória aguda, tendo sido transferido para uma unidade de cuidados intensivos em Londres e colocado em coma induzido, tendo sua respiração monitorada por aparelhos. O estado de saúde de Correa foi descrito por sua família como crítico, porém estável.
Em 20 de setembro, outro comunicado informava que Correa havia saído do coma induzido. Segundo a família, a prioridade médica deixou de ser os pulmões e passou a ser as pernas. O piloto passou por cirurgias para reconstrução das pernas, principalmente a direita. No início de outubro, Juan Manuel apareceu pela primeira vez nas redes sociais e no final do mês publicou um vídeo mostrando como andou pela primeira vez após o acidente. Segundo o próprio piloto, a reabilitação levaria um ano.
Posteriormente, Correa acusou a FIA de não ter lhe prestado auxílio durante a sua internação. E em entrevista ao podcast Is This It?, ele afirmou que foi procurado no hospital para assinar documentos nos quais reconhecia estar sendo investigado por homicídio culposo, mesmo sem saber ainda que Hubert tinha falecido no acidente.

### Fórmula 3

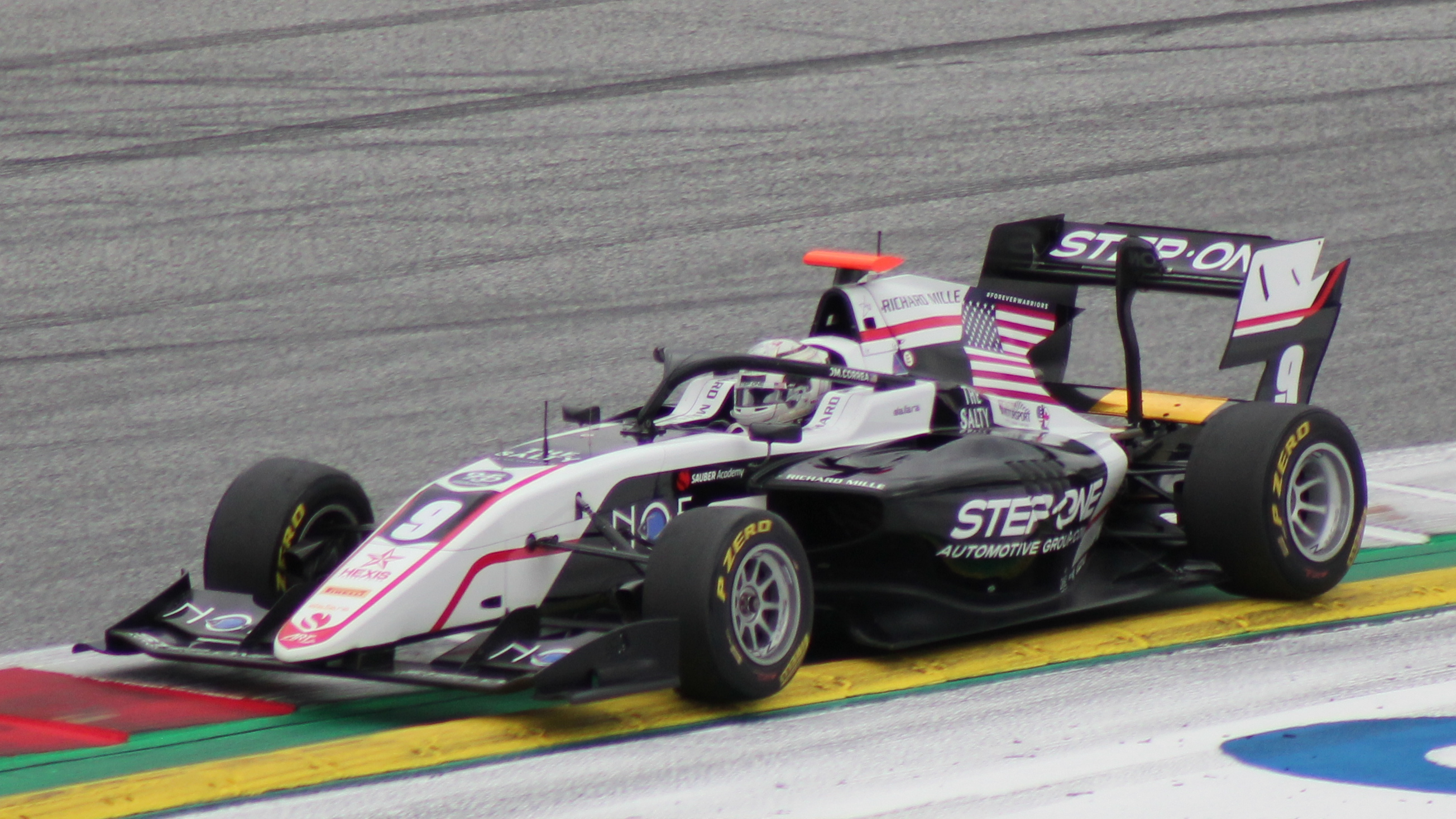
Correa na prova austríaca da F3 em 2021

Recuperado do forte acidente, Correa anunciou seu retorno às pistas, sendo contratado pela equipe ART Grand Prix para a disputa da temporada de 2021 do Campeonato de Fórmula 3 da FIA, tendo como companheiros o dinamarquês Frederik Vesti e o russo Alexander Smolyar. Correa pontuou pela primeira vez após seu retorno na segunda corrida da temporada em Barcelona. Seus próximos pontos vieram na segunda rodada em Le Castellet, onde terminou em sexto na corrida 1 e em nono na corrida 3, coletando sete pontos no total. Correa conseguiu mais dois pontos durante o ano e terminou a temporada em 21º, com 11 pontos.
Ele permaneceu com a equipe ART para a disputa da temporada de 2022, tendo como companheiros o francês Victor Martins e o suíço Grégoire Saucy. Correa faltou à rodada de Ímola por conta de uma lesão no pé, mas retornou para terminar o campeonato. Das catorze corridas que completou, Correa pontuou em nove, tendo como melhor resultado um segundo lugar na corrida sprint de Zandvoort, prova vencida por Caio Collet e que marcou o primeiro pódio de Correa após seu acidente na F2. Ele obteve 39 pontos e terminou em 13º na classificação final, ficando oito posições acima de seu resultado na temporada anterior, e superou Saucy, que foi 15º e fez nove pontos a menos do que Correa. Mas o equatoriano ficou muito atrás de Martins, que fez 139 pontos e foi o campeão da F3 naquele ano.

### Retorno para a Fórmula 2
Em novembro de 2022, foi anunciado que Correa havia sido contratado pela equipe Van Amersfoort Racing para disputar a rodada final da Fórmula 2 deste ano, substituindo o piloto alemão David Beckmann e correndo ao lado do belga Amaury Cordeel. Nas duas corridas, ele ficou respectivamente em décimo oitavo e décimo sétimo.

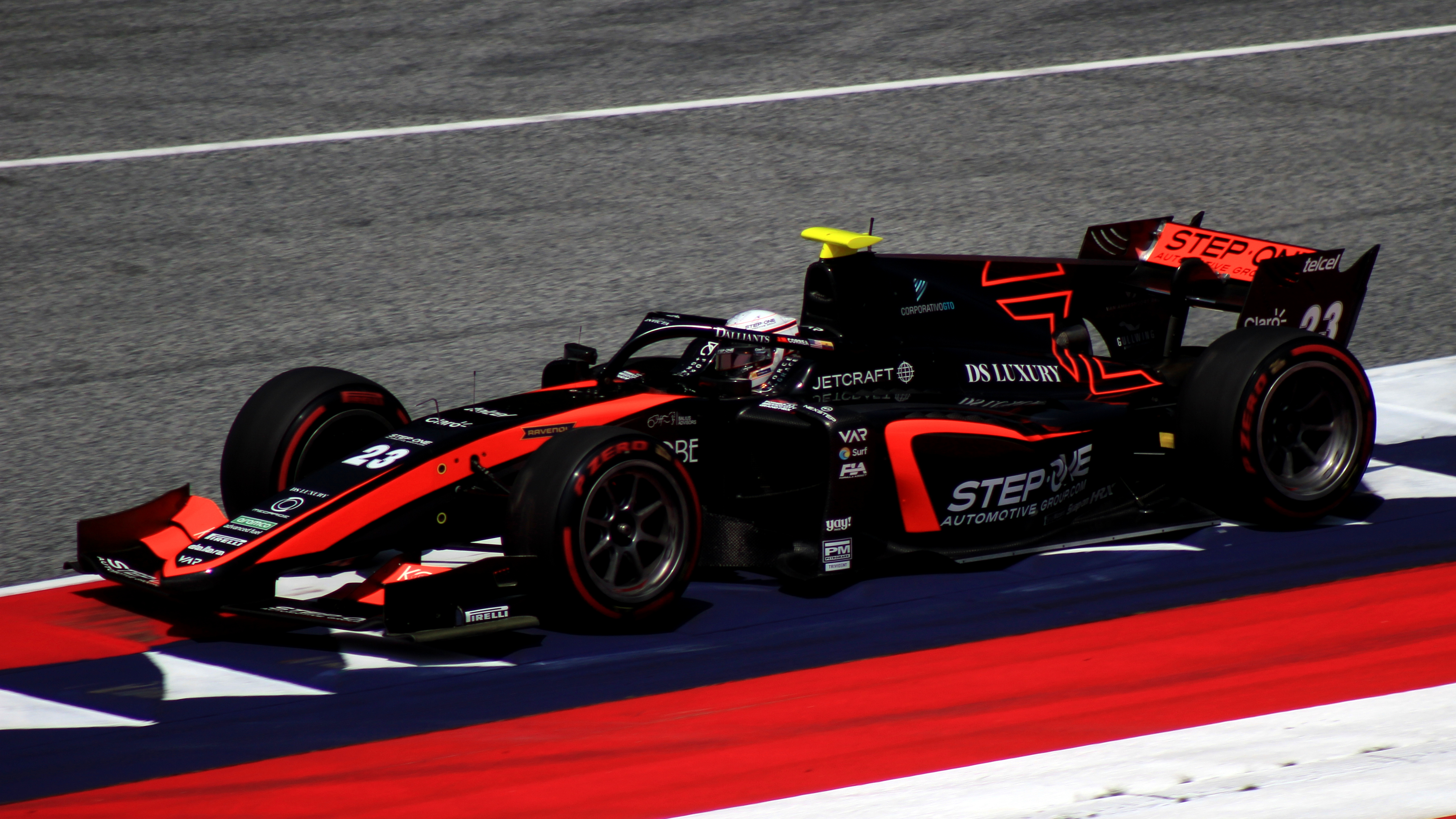
Correa guiando o carro da Van Amersfoort em 2023

Correa ficou na VAR para a disputa da temporada de 2023, com o neerlandês Richard Verschoor como companheiro de equipe. Seu melhor resultado foi um quarto lugar na corrida curta da Áustria, e ele foi repetido na corrida curta da Holanda, mas por conta das condições climáticas, a corrida foi cancelada após duas voltas completadas e um acidente envolvendo os pilotos Ralph Boschung, Kush Maini e Jak Crawford. Assim, todos os pilotos, inclusive Correa, não receberam pontos. Dessa forma, o equatoriano somou treze pontos e encerrou o ano na 19ª colocação, sendo superado por ampla margem pelo seu companheiro Verschoor, que foi o nono e obteve 108 pontos.

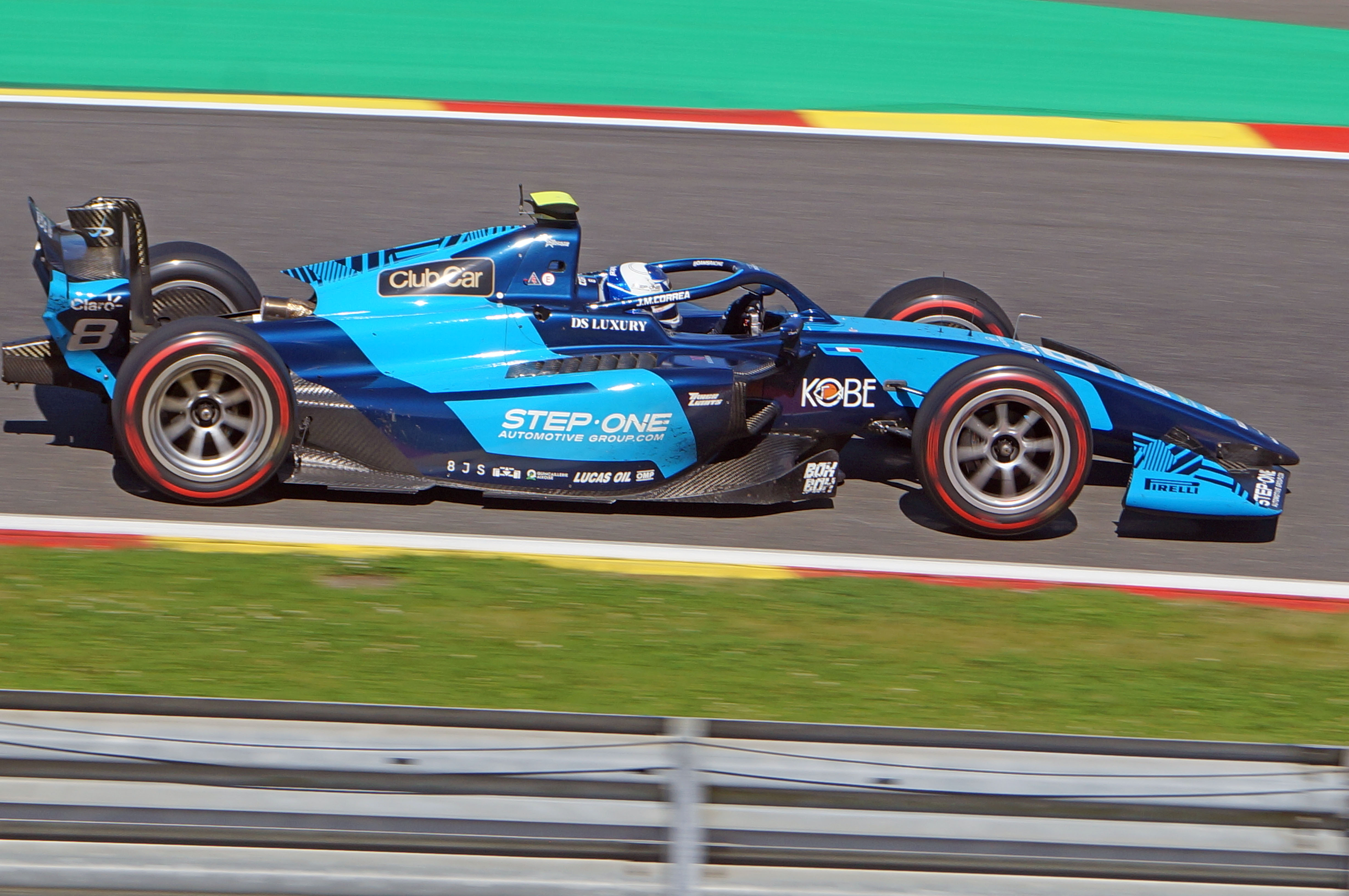
Correa na etapa de Spa-Francorchamps em 2024

Correa se transferiu para a equipe DAMS Lucas Oil para a disputa da temporada de 2024, constituindo uma formação estadunidense ao lado do companheiro de equipe Jak Crawford. O equatoriano teve dificuldades nessa temporada, abandonando quatro corridas e só pontuando em outras quatro. Seu melhor resultado do ano foi um terceiro lugar na corrida longa de Barcelona, que foi também o seu único pódio deste ano, e que foi especial para Correa, não só por ter sido o primeiro na F2 após seu retorno, como também por ele ter acontecido exatamente cinco anos após ele ter ido ao pódio juntamente com Anthoine Hubert na corrida da França da temporada da F2 de 2019. Ele também teria feito pódio na corrida curta catalã, mas foi punido com cinco segundos por exceder os limites de pista, caindo para a oitava colocação.
Mas em novembro de 2024, Correa deixou a equipe, que contratou o sueco da Ferrari Driver Academy, Dino Beganovic, para ser seu substituto. Ao todo, Correa fez 31 pontos, e no momento de sua saída, estava na décima sétima colocação. No entanto, acabou sendo ultrapassado por Amaury Cordeel, e encerrou a temporada em décimo oitavo.

### Fórmula 1
Em sua época do kart, Correa foi apoiado pela Lotus F1 Team, mas foi dispensado quando a equipe foi comprada pela Renault. Em 2019, Correa se juntou à Sauber Junior Team para ser piloto de desenvolvimento, renovando o contrato com eles em 2021, ano de seu retorno às pistas.

### Corridas de resistência

#### European Le Mans Series
Em 2022, Correa se juntou à equipe Prema para participar da European Le Mans Series (ELMS) na classe LMP2, disputando as 4 Horas de Spa-Francorchamps e as 4 Horas de Portimão. Ele pilotou o carro de número 9 ao lado do suíço Louis Delétraz e do austríaco Ferdinand Habsburg, substituindo o italiano Lorenzo Colombo. Na primeira, o trio terminou em terceiro, e na segunda, o trio se sagrou vencedor. Assim, Correa somou quarenta pontos no campeonato de pilotos, ficando em sétimo, e ajudando a Prema a vencer o campeonato de construtores.

#### Mundial de Endurance

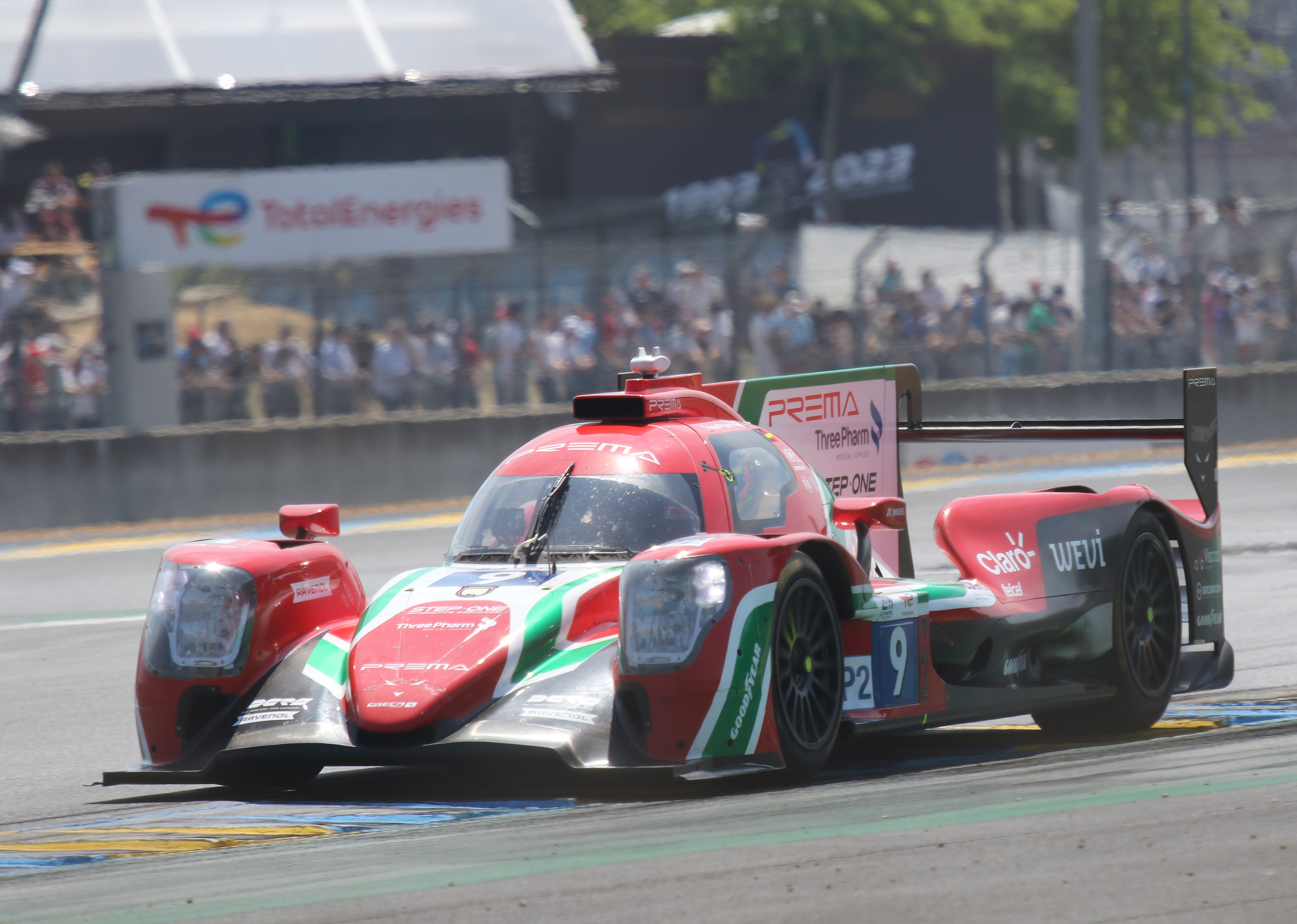
Carro que Correa pilotou com Ugran e Viscaal nas 24 Horas de Le Mans de 2023

Em 2023, Correa participou do Campeonato Mundial de Endurance da FIA, substituindo o italiano Andrea Caldarelli em algumas etapas. Mais uma vez, o piloto conduziu o carro 9 da Prema na classe LMP2, agora correndo ao lado do romeno Filip Ugran e do neerlandês Bent Viscaal. Ele esteve nas 6 Horas de Portimão, terminando em quinto, nas 24 Horas de Le Mans, onde ficou em décimo, nas 6 Horas de Fuji, ficando em oitavo, e nas 8 Horas do Barém, na qual ficou em quarto, seu melhor resultado no ano. No campeonato de pilotos, Correa ficou em 15º, somando 34 pontos.

#### IMSA SportsCar
Em 2025, Correa estreou na IMSA SportsCar Championship, correndo pela equipe United Autosports USA nas 12 Horas de Sebring. Ele pilotou o Oreca 07 nº 2 ao lado de Nick Boulle e Ben Hanley, se classificando em quinto lugar na classe LMP2.

### Indy NXT
Em 7 de maio de 2025, foi anunciado que Correa disputaria a Indy NXT com a equipe HMD Motorsports, com o americano estando programado para participar de sete eventos, além de fazer testes em ovais. A estreia dele foi na rodada dupla de Indianápolis, na qual ele abandonou a corrida 1 após bater em Niels Koolen, e foi o décimo quarto colocado na corrida 2.

## Resultados

### Resumo da carreira
| Temporada | Categoria                          | Equipe                        | Corridas                  | Vitórias                  | Poles                     | V.M.R.                    | Pódios                    | Pontos                    | Pos.                      |
| --------- | ---------------------------------- | ----------------------------- | ------------------------- | ------------------------- | ------------------------- | ------------------------- | ------------------------- | ------------------------- | ------------------------- |
| 2016      | ADAC Fórmula 4                     | Prema Powerteam               | 24                        | 0                         | 0                         | 2                         | 1                         | 91                        | 10º                       |
| 2016      | Fórmula 4 Italiana                 | Prema Powerteam               | 18                        | 3                         | 2                         | 1                         | 4                         | 105.5                     | 6º                        |
| 2017      | ADAC Fórmula 4                     | Prema Powerteam               | 15                        | 0                         | 0                         | 1                         | 1                         | 86                        | 10º                       |
| 2017      | Fórmula 4 Italiana                 | Prema Powerteam               | 6                         | 0                         | 0                         | 0                         | 0                         | 10                        | NC†                       |
| 2017      | GP3 Series                         | Jenzer Motorsport             | 7                         | 0                         | 0                         | 0                         | 0                         | 0                         | 21º                       |
| 2018      | GP3 Series                         | Jenzer Motorsport             | 18                        | 0                         | 0                         | 0                         | 0                         | 42                        | 12º                       |
| 2018      | Toyota Racing Series               | M2 Competition                | 15                        | 2                         | 1                         | 2                         | 3                         | 756                       | 4º                        |
| 2019      | Fórmula 2                          | Sauber Junior Team by Charouz | 18                        | 0                         | 0                         | 0                         | 2                         | 36                        | 13º                       |
| 2019      | Fórmula 1                          | Alfa Romeo Racing             | Piloto de desenvolvimento | Piloto de desenvolvimento | Piloto de desenvolvimento | Piloto de desenvolvimento | Piloto de desenvolvimento | Piloto de desenvolvimento | Piloto de desenvolvimento |
| 2021      | Fórmula 3                          | ART Grand Prix                | 20                        | 0                         | 0                         | 0                         | 0                         | 11                        | 21º                       |
| 2022      | Fórmula 3                          | ART Grand Prix                | 16                        | 0                         | 0                         | 0                         | 1                         | 39                        | 13º                       |
| 2022      | Fórmula 2                          | Van Amersfoort Racing         | 2                         | 0                         | 0                         | 0                         | 0                         | 0                         | 27º                       |
| 2022      | European Le Mans Series - LMP2     | Prema Racing                  | 2                         | 1                         | 0                         | 1                         | 2                         | 40                        | 7º                        |
| 2023      | Fórmula 2                          | Van Amersfoort Racing         | 26                        | 0                         | 0                         | 0                         | 0                         | 13                        | 19º                       |
| 2023      | Mundial de Endurance - LMP2        | Prema Racing                  | 4                         | 0                         | 0                         | 0                         | 0                         | 34                        | 15º                       |
| 2024      | Fórmula 2                          | DAMS Lucas Oil                | 24                        | 0                         | 0                         | 0                         | 1                         | 31                        | 18º                       |
| 2025      | IMSA SportsCar Championship - LMP2 | United Autosports USA         | 1                         | 0                         | 0                         | 0                         | 0                         | 290*                      | 18º                       |
| 2025      | Indy NXT                           | HMD Motorsports               | 2                         | 0                         | 0                         | 0                         | 0                         | 25*                       | 23º*                      |
| Fonte:    |                                    |                               |                           |                           |                           |                           |                           |                           |                           |

- † Piloto convidado, inelegível para pontos.

### Resultados completos nas 24 Horas de Le Mans
| Ano    | Equipe       | Co-pilotos               | Carro           | Classe | Voltas | C.G. | C.C. |
| ------ | ------------ | ------------------------ | --------------- | ------ | ------ | ---- | ---- |
| 2023   | Prema Racing | Filip Ugran Bent Viscaal | Oreca 07-Gibson | LMP2   | 310    | 34º  | 16º  |
| Fonte: |              |                          |                 |        |        |      |      |